# Luttojoki

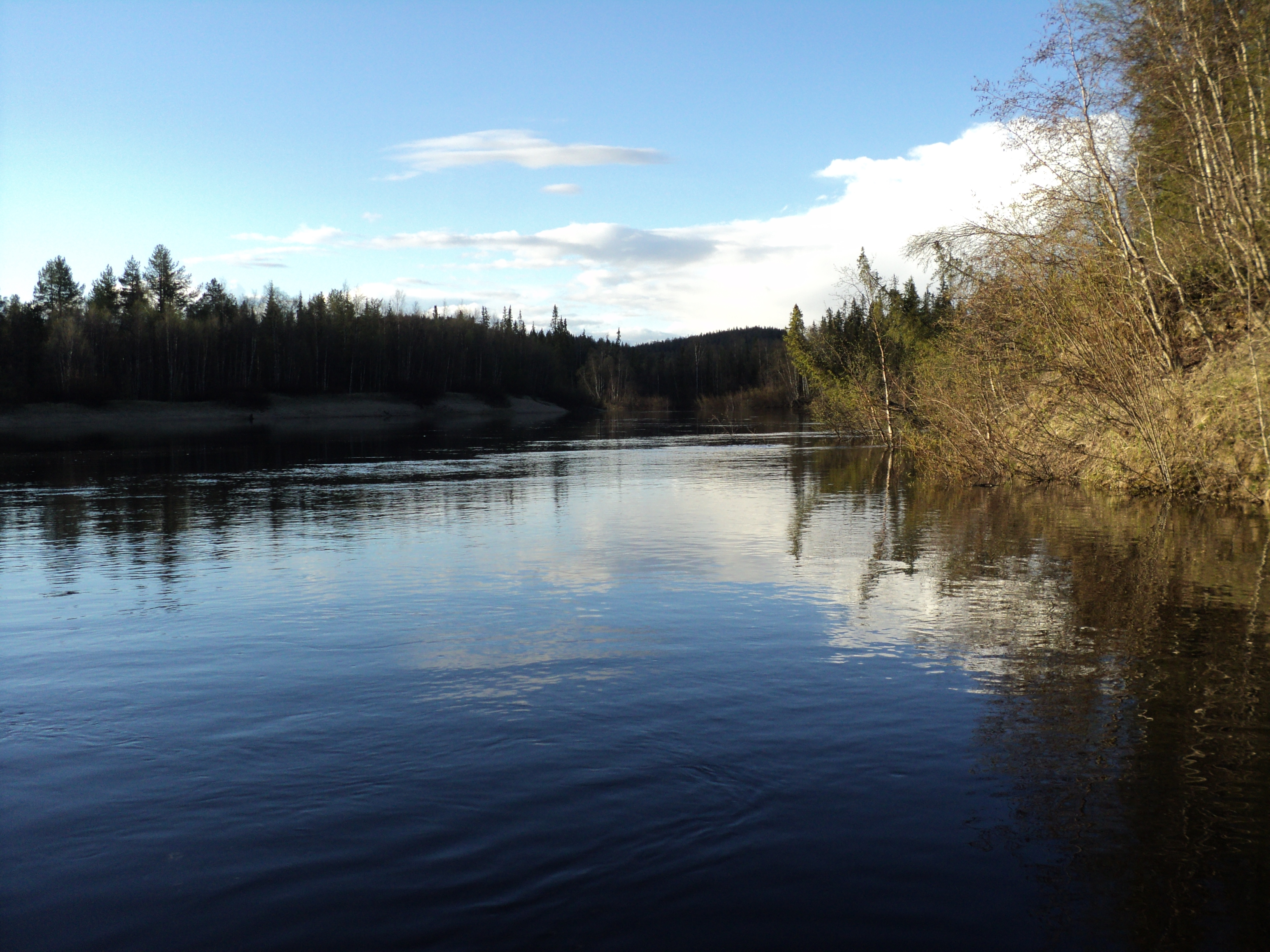
Luttojoki i Ryssland

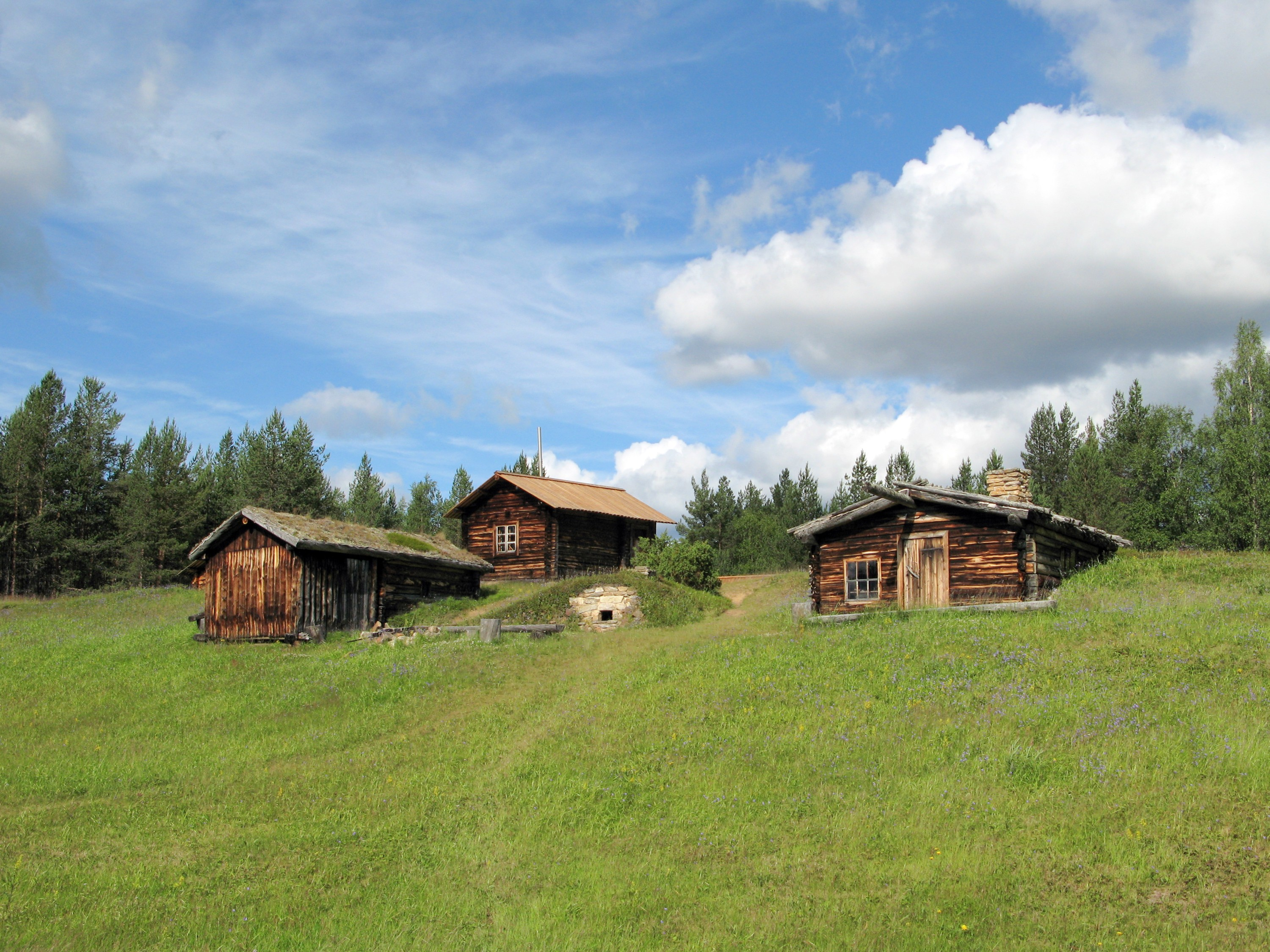
Raja-Jooseppi

Luttojoki eller Lutto (ryska: Лотта, skoltsamiska: Lått) är en älv som flyter upp i finländska Lappland och mynnar i Tuloma, som i sin tur mynnar ut i Norra ishavet vid Murmansk.
Luttojoki är 235 kilometer lång och har ett nederbördsområde på 7 980 km².
Luttojoki rinner upp i Luttosjön i Saariselkä och rinner därifrån mestadels österut genom kommunerna Enare och Sodankylä. Vid Raja-Jooseppi går älven in de sydligaste delarna av Petsamo i Ryssland och fortsätter i nordostlig riktning tills den mynnar ut i Övre Tulomareservoaren, varifrån Tulomaälven börjar.
Luttos största sidoflöde på finländsk sida är Suomu.
Alldeles vid gränsen mellan Finland och Ryssland ligger på den finländska sidan gården Raja-Jooseppi ("Gräns-Josef"), som är ett byggnadsminne. 